# 菊花
菊花（きくか、きっか）は、漢方のひとつ。中国茶では花茶としても分類される。この項では、飲料としての菊花茶についても解説する。

## 概要
食用菊の頭状花を乾燥させたものである。主に浙江省杭州で生産されている。なお、中国茶には、他に洋菊茶（ムギワラギク）と洋甘菊茶（カモミール）があるが、これは菊花茶とは別種である。

## 歴史
中国では、2000年以上前からすでに薬用として栽培されている記録が残されている。

## 利用法

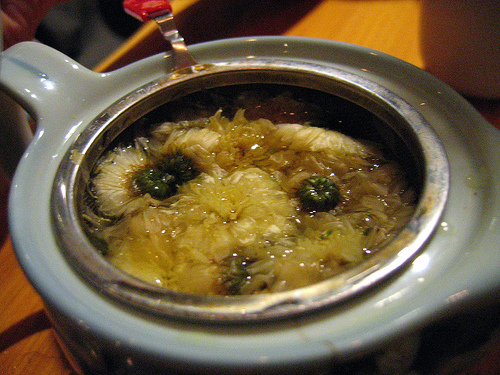
菊花茶

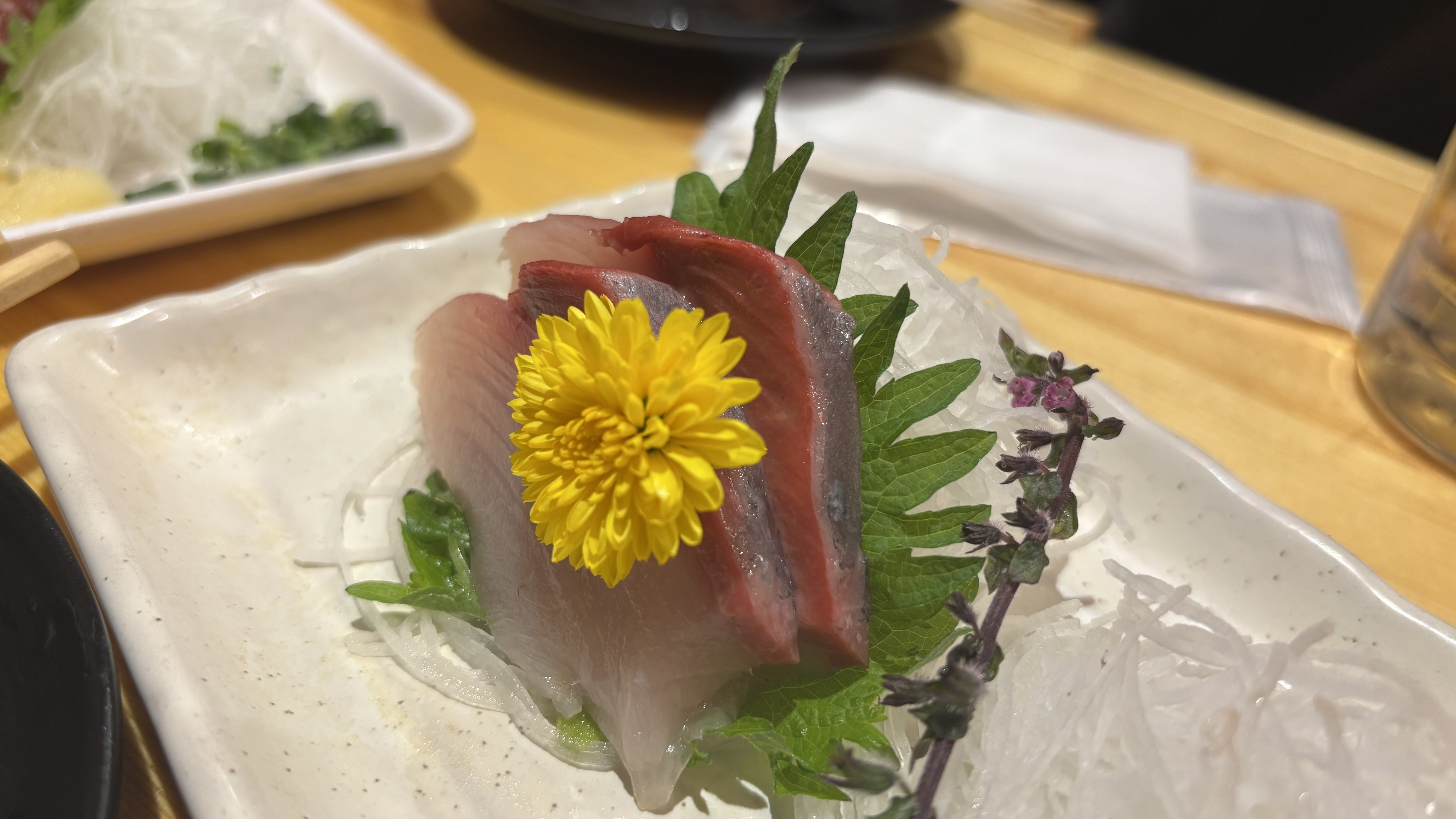
刺身に添えられる菊の花、2025年2月6日、東京都品川区の居酒屋にて撮影。

茶と同じように煎じて飲むのが一般的。単独で飲みづらい場合は、砂糖や蜂蜜などで甘みをつけると良い。また、プーアル茶や緑茶等とブレンドするのもいいとされる。
果実酒と同じ要領で作られた菊花酒としても楽しむことができる。また、料理に加えたり、長寿を祝う席で酒杯に浮かべたりする。

## 成分
カルボキシリック酸、ラムノグルコシド、アピゲニングルコシドアデニン、コリンなど

## 効用
中国では生薬として、日本では漢方として利用されている。

めまい、眼の疲れ、解毒、消炎、鎮静作用、高血圧などに良いとされる。